# Đại học sĩ
Đại học sĩ (大學士) là một chức quan cao cấp thời quân chủ.

## Trung Quốc
Khởi nguồn là do Minh Thái Tổ phế bỏ chế độ Tể tướng (năm 1380) và sau đó 2 năm lập ra Điện các Đại học sĩ (gồm Hoa Cái điện Đại học sĩ, Vũ Anh điện Đại học sĩ, Văn Uyên các Đại học sĩ, Đông các Đại học sĩ, sau lập thêm Văn Hoa điện Đại học sĩ), ban đầu chỉ là cố vấn không thực quyền bên cạnh Hoàng đế, phụ giúp Thái tử, hàm quan là chính ngũ phẩm. Đến thời Minh Thành Tổ thì các chức danh này là một bộ phận của Nội các và theo dòng phát triển của chức danh này thì dần dà nó trở thành có thực quyền ngang với Tể tướng.
Qua các thời kỳ có 4 Điện và 2 Các thời Minh mạt (Trung Cực điện Đại học sĩ (nguyên là Hoa Cái điện), Kiến Cực điện Đại học sĩ (nguyên là Cẩn Thân điện), Văn Hoa điện Đại học sĩ, Vũ Anh điện Đại học sĩ và Văn Uyên các Đại học sĩ, Đông các Đại học sĩ) hay Thanh sơ (Trung Hòa điện Đại học sĩ, Bảo Hòa điện Đại học sĩ, Văn Hoa điện Đại học sĩ, Vũ Anh điện Đại học sĩ, Văn Uyên các Đại học sĩ, Đông các Đại học sĩ) hay 3 Điện và 3 Các thời Càn Long (đổi Trung Hòa điện Đại học sĩ thành Thể Nhân các Đại học sĩ).

## Việt Nam
Tứ trụ Đại học sĩ là 4 chức quan cao cấp thời quân chủ Việt Nam, có từ thời nhà Hậu Lê và phát triển trong thời nhà Nguyễn, còn gọi là Tứ trụ triều đình, cũng là cố vấn và là thành viên Viện Cơ mật, gồm có:
1. Cần Chánh điện Đại học sĩ (勤政殿大學士)
2. Văn Minh điện Đại học sĩ (文明殿大學士)
3. Võ Hiển điện Đại học sĩ (武顯殿大學士)
4. Đông Các Đại học sĩ (東閣大學士)

Giúp việc cho 4 Đại học sĩ này là Hiệp biện Đại học sĩ.
4 vị quan này đều hàm Chính nhất phẩm, cao hơn cả Thượng thư (hàm Chính nhị phẩm, tương đương Bộ trưởng thời nay) và Tổng đốc.